# Cantó de Levenç
El cantó de Levenç és un cantó francès del departament dels Alps Marítims, situat al districte de Niça. Té 9 municipis i el cap és Levenç.

## Municipis
- Aspremont
- Castanhiers
- Colomars
- Duranús
- Levenç
- La Roqueta de Var
- Sant Blai
- Sant Martin de Var
- Torreta de Levenç

## Història
| Data d'elecció                           | Identitat      | Partit           | Qualitat |
| ---------------------------------------- | -------------- | ---------------- | -------- |
| 1961-1989                                | Joseph Raybaud | Divers droite    |          |
| 1989-                                    | Alain Frère    | RPR, després UMP |          |
| les dades anteriors no són pas conegudes |                |                  |          |
|                                          |                |                  |          |

## Demografia
| 1962 | 1968 | 1975 | 1982 | 1990 | 1999   | 2007   |
| ---- | ---- | ---- | ---- | ---- | ------ | ------ |
| -    | -    | -    | -    | -    | 17.969 | 20.532 |